# Campionati europei di ciclismo su strada 2018 - Gara in linea maschile Elite
La gara in linea maschile Elite dei Campionati europei di ciclismo su strada 2018, terza edizione della prova, si disputò il 12 agosto 2018 su un circuito di 14,4 km da ripetere 16 volte, per un totale di 230,4 km, con partenza ed arrivo a Glasgow, nel Regno Unito. La vittoria fu appannaggio dell'italiano Matteo Trentin, il quale completò il percorso in 5h50'02", alla media di 39,493 km/h, precedendo l'olandese Mathieu van der Poel e il belga Wout Van Aert.
Sul traguardo di Glasgow 51 ciclisti, su 136 partenti, portarono a termine la competizione.

## Squadre e corridori partecipanti
| N.    | Cod. | Squadra       |
| ----- | ---- | ------------- |
| 1-6   | NOR  | Norvegia      |
| 7-14  | ITA  | Italia        |
| 15-22 | BEL  | Belgio        |
| 23-30 | FRA  | Francia       |
| 31-37 | NLD  | Paesi Bassi   |
| 38-45 | ESP  | Spagna        |
| 46-53 | GBR  | Gran Bretagna |
| 54-61 | DNK  | Danimarca     |
| 62-69 | DEU  | Germania      |
| 70-75 | SVN  | Slovenia      |
| 76-81 | POL  | Polonia       |
| 82-87 | CHE  | Svizzera      |
| 88-93 | CZE  | Rep. Ceca     |

| N.      | Cod. | Squadra     |
| ------- | ---- | ----------- |
| 94-98   | RUS  | Russia      |
| 99-104  | SVK  | Slovacchia  |
| 105-109 | IRL  | Irlanda     |
| 110-111 | AUT  | Austria     |
| 112-115 | PRT  | Portogallo  |
| 116-118 | UKR  | Ucraina     |
| 119-122 | BLR  | Bielorussia |
| 123-126 | EST  | Estonia     |
| 127-128 | LVA  | Lettonia    |
| 129     | ROU  | Romania     |
| 130-133 | SWE  | Svezia      |
| 134-135 | LTU  | Lituania    |
| 136     | GRC  | Grecia      |

## Ordine d'arrivo (Top 10)
| Pos. | Corridore            | Squadra     | Tempo    |
| ---- | -------------------- | ----------- | -------- |
| 1    | Matteo Trentin       | Italia      | 5h50'02" |
| 2    | Mathieu van der Poel | Paesi Bassi | s.t.     |
| 3    | Wout Van Aert        | Belgio      | s.t.     |
| 4    | Jesús Herrada        | Spagna      | s.t.     |
| 5    | Davide Cimolai       | Italia      | s.t.     |
| 6    | Xandro Meurisse      | Belgio      | a 7"     |
| 7    | Michael Albasini     | Svizzera    | s.t.     |
| 8    | Pierre-Luc Périchon  | Francia     | s.t.     |
| 9    | Nico Denz            | Germania    | a 25"    |
| 10   | Maurits Lammertink   | Paesi Bassi | a 2'15"  |